# Federico Páez Martín
Federico Páez Martín (Las Palmas de Gran Canaria, 18 febbraio 1948) è un ex calciatore spagnolo, di ruolo difensore.

## Carriera

### Club
Giocò per tutta la sua carriera con l'UD Las Palmas, club della sua città natale, di cui fu anche il capitano. Nel 2013 ha ricevuto dalla società la insignia de oro y brillantes del club.